# New Baltimore (Ohio)
New Baltimore es un lugar designado por el censo ubicado en el condado de Hamilton en el estado estadounidense de Ohio. En el Censo de 2010 tenía una población de 661 habitantes y una densidad poblacional de 183,87 personas por km².

## Geografía
New Baltimore se encuentra ubicado en las coordenadas 39°16′36″N 84°40′14″O / 39.27667, -84.67056. Según la Oficina del Censo de los Estados Unidos, New Baltimore tiene una superficie total de 3.59 km², de la cual 3.55 km² corresponden a tierra firme y (1.22%) 0.04 km² es agua.

## Demografía
Según el censo de 2010, había 661 personas residiendo en New Baltimore. La densidad de población era de 183,87 hab./km². De los 661 habitantes, New Baltimore estaba compuesto por el 96.37% blancos, el 0.45% eran afroamericanos, el 0% eran amerindios, el 0.15% eran asiáticos, el 0% eran isleños del Pacífico, el 0% eran de otras razas y el 3.03% pertenecían a dos o más razas. Del total de la población el 0.61% eran hispanos o latinos de cualquier raza.